# Афанасий (Акунда)
Епископ Афанасий (англ. Bishop Athanasius, в миру Амос Акунда Масаба, англ. Amos Akunda Masaba; 1971, деревня Ebusiratsi, Ebukhubi, Буньоре, Кения — 4 января 2019, Вустер, Массачусетс, США) — епископ Александрийской православной церкви, епископ Кисумский и Западной Кении.

## Биография
Родился в 1971 году в Западной Кении, старшим из шести детей в семье.
Принял Православие в возрасте восьми лет, вслед за обращением в православие его родителей. Его отец окончил Свято-Тихоновскую духовную семинарию в Саут-Кэйнане, штат Пенсильвания, США.
Окончил начальную школу Мундечейо и католическую среднюю школу Mill Hill в Буньоре, Патриаршую семинарию Архиепископа Макария III в Рируте.
12 апреля 1998 года митрополитом Кенийским Серафимом (Киккотисом) был рукоположён в сан диакона, после чего служил в клире Кенийской митрополии.
С сентября 1998 года обучался в Богословской школе Святого Креста в Бостоне, США, со степень магистра богословия, которую окончил в мае 2002 года. В этот период состоял в клире Бостонской митрополии. Кроме того, окончил протестантский Международный институт церковного управления с центром в Плимуте, штат Пенсильвания, США со степенью доктора богословия (Doctor of Theology). Получил сертификат по преподаванию английского языка как иностранного от Кембриджского института английского языка в Бостоне, штат Массачусетс, США.
По просьбе архиепископа Йоханнесбургского и Преторийского Серафима (Киккотиса) направлен на миссионерскую работу в ЮАР.
25 июля 2002 года во Всецарицинском храме в Мэлроузе, Йоханнесбург, ЮАР, митрополитом Йоханнесбургским и Преторийским Серафимом (Киккотисом) был рукоположён в сан священника, после чего служил в клире Йоханнесбургской митрополии в ЮАР: в Серафимовском храме в Шошангуве, Гаутенг, затем в Рафаило-Ирининско-Никольском храме в Йовиле, Йоханнесбург.
В 2003—2008 годах возглавлял миссионерский отдел Йоханнесбургской митрополии.
Был преподавателем и деканом в Йоханнесбургской духовной семинарии имени патриарха Петра VII. Представлял Александрийскую православную церковь во Всемирном совете церквей и на Всеафриканской конференции церквей.
В августе 2003 года поступил в государственный университет Южной Африки в Претории, ЮАР, который окончил степенью доктора богословия (Doctor of Theology). Получил выпускной диплом и аспирантский диплом по образовательному менеджменту от Индийского института менеджмента.
В 2009 году был назначен настоятелем храма Николая Японского в Йоханнесбурге.
18 января 2010 года митрополитом Йоханнесбургским и Преторийским Дамаскином (Папандреу) возведён в сан архимандрита.
В 2015 году переведён в клир Кенийской митрополии для служения преподавателем в духовной семинарии Архиепископа Макария III, где преподавал литургику, патрологию, культурную антропологию и основы экуменизма.
24 ноября 2015 года решением Священного Синода Александрийского Патриархата избран епископом Кисумским и Западной Кении.
6 декабря 2015 года в храме святого Николая в Каире был рукоположен во епископа Кисумского и Западной Кении. Хиротонию совершили: Патриарх Александрийский Феодор II, Митрополит Леонтопольский Гавриил (Рафтопулос), митрополит Найробский Макарий (Тиллиридис), митрополит Нигерийский Александр (Яннирис), митрополит Ермопольский Николай (Антониу), митрополит Мемфисский Никодим (Приангелос), митропоолит Пилусийский Нифон (Цаварис), митрополит Замбийский и Малавийский Иоанн (Цафтаридис), епископ Мозамбикский Хризостом (Карангунис) и епископ Ньерийский и Кенийских Гор Неофит (Конгай).
16 мая 2016 года рано утром состоялась интронизации нового епископа Кисумского и Западной Кении Афанасия, которую совершили Папа и Патриарх Александрийский и всей Африки Феодор II, митрополит Найробский Макарий, митрополит Замбийский Иоанн, епископы Бурундский и Руандский Иннокентий, епископ Ниерийский Неофит и епископ Кисумский Афанасий. Также присутствовали экзарх Александрийского Патриарха на Кипре архимандрит Афинодор (Папаэфрипиадис) и около 300 священников, которые совершают свое служение в Кении. После интронизации всем участникам торжеств была показана концертная программа, а затем состоялась праздничная трапеза. В соответствии с местными обычаями племени Луго, епископ Афанасий был также посвящён в «старейшины» племени.
В ноябре 2018 года, отслужив литургию в Спиридоновском соборе в Вустере, штат Массачусетс, США, почувствовал себя плохо и был помещён в больницу святого Винсента в том же городе.
Скончался 4 января 2019 года в США. Причиной смерти стала редкая форма рака крови. Предполагавшиеся первоначально похороны в Вустере были перенесены и 27 января гроб был переправлен в Кению, где будет захоронен 30 января в Кисуму.